# دانیال جهانبخش
دانیال جهانبخش (زاده ۱۸ مهر ۱۳۷۷ در تهران) بازیکن فوتبال اهل ایران است که در پست مدافع برای باشگاه فوتبال مس رفسنجان در لیگ برتر خلیج فارس بازی می‌کند.